# Agrarianism
Agrarianism är en politisk riktning som betonar vikten av ett blomstrande jordbruksliv och boskapsskötsel. Riktningen var populär under 1910- och 1920-talen men populariteten minskade alltmer efter världskrigen. Dåvarande Bondeförbundets grundidéer kan i viss mån härledas till denna tankeskola.